# Pierre Paul Prud'hon
Pierre Paul Prud'hon, también conocido simplemente como Pierre Prudhon (Cluny, 4 de abril de 1758-París, 16 de febrero de 1823) fue un dibujante y pintor romántico francés, conocido principalmente por sus retratos y sus pinturas alegóricas. 

## Biografía

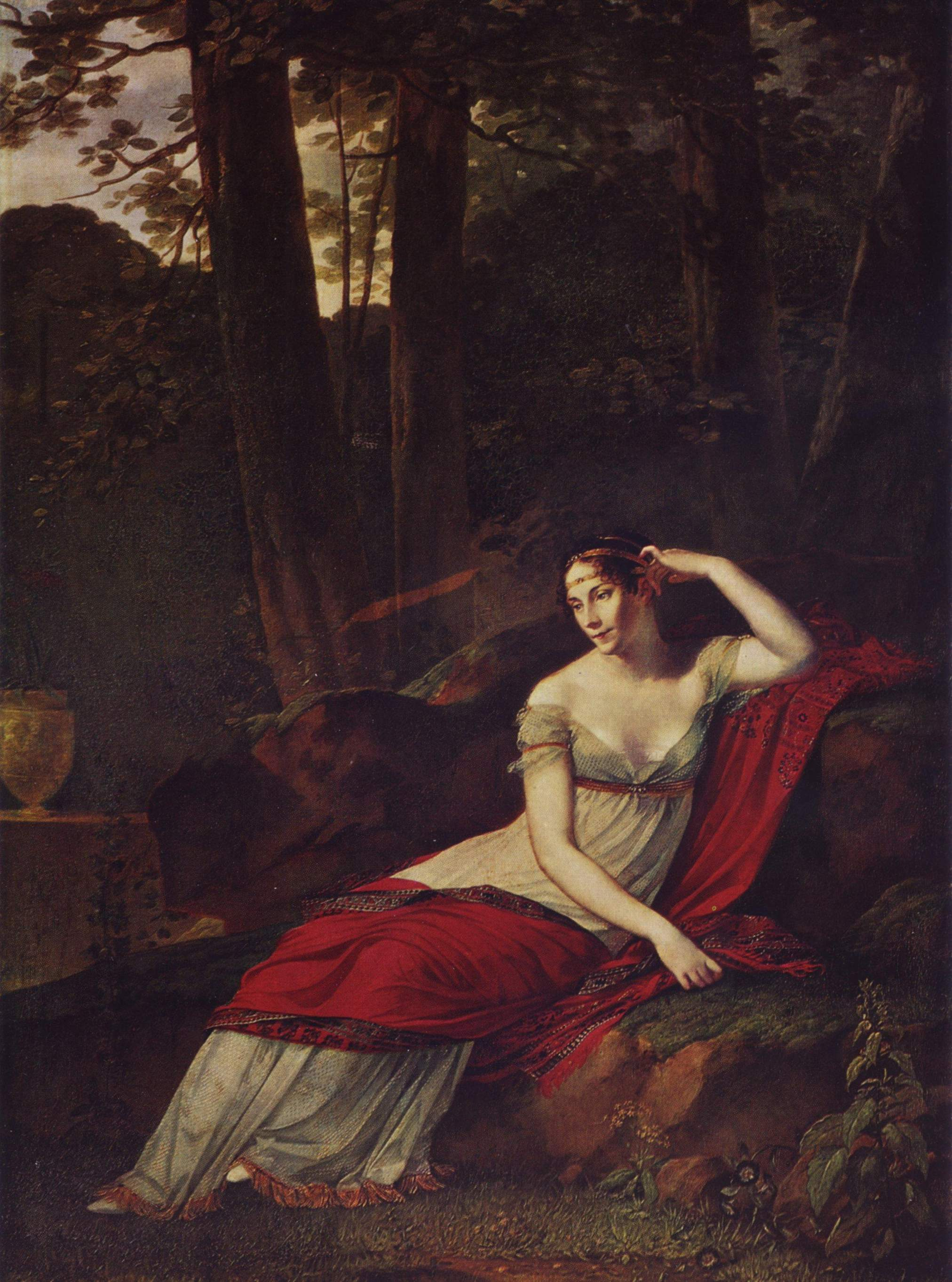
Retrato de Josefina de Beauharnais (1805)
Museo del Louvre

Realizó estudios en Dijon y luego se mudó a París, donde diseñó grabados. En 1784 ganó un premio para viajar a Roma, meta de todos los pintores académicos. Allí conoció al escultor Antonio Canova, pero no se dejó atraer por el neoclasicismo puro y prefirió estudiar los rasgos más sensuales y decorativos de Rafael Sanzio, Correggio y Leonardo da Vinci.
De vuelta en Francia, Prud'hon atravesó una etapa gris, subsistiendo con el diseño de grabados y algunos retratos. Su suerte cambió con el ascenso de Napoleón; sus dos esposas las emperatrices Josefina de Beauharnais y María Luisa de Austria preferieron el estilo amable y decorativo de Prud'hon al neoclásico predominante en la época, que resultaba demasiado severo para los cuadros mitológicos y retratos.
Prud'hon realizó un famoso retrato de la emperatriz Josefina (Louvre) así como del rey de Roma (Napoleón II); también diseñó decoraciones y muebles, incluso la cuna del infante imperial. Para estos proyectos seguía el gusto neoclásico, pero para las pinturas, prefería otro más sensual y mórbido que anticipa el romanticismo. Jacques Louis David, líder del neoclasicismo puro, definió a Prud'hon «el Boucher de nuestro tiempo», por sus cuadros mitológicos de texturas suaves, y (acaso también) porque su éxito se apoyaba en el sector femenino de la corte. 
En sus últimos años, Prud'hon vivió una relación con una discípula, Constance Mayer, después de un matrimonio poco afortunado. El suicidio de la joven en 1821 le afectó de tal forma que, según algunos biógrafos, le produjo una depresión que aceleró su muerte.
Prud'hon fue estimado por Delacroix y otros artistas y literatos de su generación, pero ya en la época del Realismo empezó a ser cuestionado y Honoré Daumier le caricaturizó.
Es famoso principalmente por su obra Crucifixión (1822), que pintó para la catedral de San Esteban en Metz (ahora en el Louvre). También son famosas El rapto de Psique y la alegoría La Justicia y la Venganza divina persiguen el Crimen (1808), del Louvre. Produjo también algunas litografías.